# 骆宾王
骆宾王（640年？—684年？），字观光，义乌（今中国浙江义乌）人。骆宾王出身寒门，七岁能诗，号称神童。据说《咏鹅诗》就是此时所作。

唐朝初期的著名诗人，与王勃、杨炯、卢照邻合称初唐四杰。684年徐敬业起兵讨伐武则天，骆宾王起草了著名的《為徐敬業讨武曌檄》，敬业败后，宾王不知所终，一說被斬，一說剃髮出家隱居。

## 生平
以《易經.風地觀》：「觀國之光，利用賓于王」，名宾王，字观光。龙朔初年，骆宾王担任道王李元庆的幕府属官。后来相继担任武功主簿和明堂主簿。唐高宗仪凤四年（679年），骆宾王升任朝廷的侍御史官职。曾经被人诬陷入狱，有《在狱咏蝉》一诗传世。被赦免后出任地方官临海县丞，所以后人也称他骆临海。
光宅元年（684年），徐敬业起兵讨伐武则天，骆宾王作為徐敬業的幕僚，起草了著名的《讨武氏檄》，痛斥武则天的种种行为。武则天读到檄文中“蛾眉不肯让人，狐媚偏能惑主”，只是嘻笑，直到读到“一抔之土未乾，六尺之孤何託”，大吃一惊，向左右大臣询问说：“这是谁写的？”有人回答说是骆宾王所作，武则天非常不高兴的说：“这是宰相的过失，骆宾王有如此的才华，怎么可以让他流失在外怀才不遇？”
徐敬业兵败后，骆宾王逃亡，不知所终。《舊唐書》與《資治通鑑》都说骆宾王被杀，《新唐書》本傳說他“亡命不知所之”，《朝野僉載》說是投江而死，郗雲卿在《駱賓王文集》序中認為“文明中，與嗣業於廣陵共謀起義，兵事既不捷，因致逃遁”，孟棨《本事詩》说骆宾王逃脱后削发为僧，“遍遊名山。至靈隱，以周歲卒。”
一说骆宾王逃匿于今江苏南通一带，据朱国桢《涌幢小品》卷六记载，明正德九年（1514年），南通城东黄泥口一位曹姓农民挖地时曾发现骆宾王墓，农人掘开坟墓，見“棺内人还衣冠如新”。农人大異之，於是把墓地封回。不久墓址就被水淹没。清乾隆十三年（1748年），任职南通的福建人刘名芳，派人下水搜寻，结果找到几根“枯骨查牙”，就当作骆宾王的骸骨，迎至狼山东南麓，这就是保存至今的南通骆宾王墓。
骆宾王的诗题材较为广泛，因才高位卑，愤激之情，时见纸上。他的五言律诗精工整炼，尤其擅长七言歌行，笔力雄健。名作《帝京篇》是初唐罕有的长篇诗歌，被当时的人们认为是“绝唱”。他对革新初唐的浮靡诗风，开辟唐代文学的繁荣局面起了一定的作用。

## 相关著作
- 唐中宗时期，郗云卿编辑有《骆宾王集》10卷，现在已经散佚。明清有4卷本、6卷本和10卷本的《骆宾王集》，所收篇目大致相同，都是后人重新编辑的。

## 流行文化
- 2019年，由黃淑蔓主唱、戴偉作曲、陳心遙填詞的香港粵語流行曲《一定要得》，其中兩句歌詞︰「白毛會浮綠水 係因為紅掌撥緊清波」引用了駱賓王的詩作《詠鵝》。